# Restoracjonizm
Restoracjonizm – w sensie ogólnym, przekonanie o konieczności powrotu do pierwotnego, czystego, biblijnego chrześcijaństwa z I wieku naszej ery, z czasów Jezusa i apostołów. W bardziej szczegółowym sensie, termin ten obejmuje te wyznania chrześcijańskie, które postawiły sobie za cel przywrócenie apostolskiego modelu chrześcijaństwa i oczyszczenie go z późniejszych, katolickich, protestanckich i innych naleciałości, ze szczególnym naciskiem na usunięcie „pogańskich wpływów” i „ludzkich nauk”. Dotyczy to głównie wyznań chrześcijańskich, mających swój początek w „drugim wielkim przebudzeniu” na początku XIX wieku.
Należy zwrócić uwagę, że każde wyznanie wpisujące się w ten nurt ma inną wizję tzw. apostolskiego modelu chrześcijaństwa. Stąd w obrębie tego nurtu istnieje silne zróżnicowanie doktrynalne, zaś różne ruchy restoracjonistyczne bardzo często są niezależne od siebie nawzajem.

## Historia ruchów restoracjonistycznych

### Ruchy średniowieczne
Do wczesnych przykładów ruchów, które pragnęły powrotu do apostolskiego chrześcijaństwa (przeciwstawiając się tym samym Kościołowi rzymskokatolickiemu) należą m.in.: waldensi, bracia apostolscy, lollardzi, husyci. Dodatkowo w łonie samego Kościoła katolickiego pojawiały się grupy sprzeciwiające się nadużyciom kleru i pragnące odnowy życia religijnego.

### Reformacja
Jakkolwiek XVI-wieczna reformacja nie jest ruchem ściśle restoracjonistycznym, to jednak posiada wiele jego cech. Reformacja była zogniskowana w trzech miejscach Europy, z których wyłoniły się nowe wyznania: w Niemczech (luteranizm), Szwajcarii (kalwinizm) i Anglii (anglikanizm). Z kolei do bardziej radykalnych ruchów, mających swoje źródło w XVI-wiecznej reformacji, należy zaliczyć m.in. braci polskich, unitarian, purytan, anabaptystów, baptystów, a także metodystów i kwakrów. Dodatkowo XVIII-wieczne „pierwsze wielkie przebudzenie” dało solidne podstawy pod przyszłe ożywienie restoracjonistyczne.

### Wiek XIX (restoracjonizm właściwy)
Właściwy ruch restoracjonistyczny wyrósł na początku XIX wieku w Stanach Zjednoczonych (także w innych miejscach świata), na fali „drugiego wielkiego przebudzenia”. Ruchy o tym charakterze powstawały z millenarystycznych nurtów protestantyzmu (głównie kalwinizmu i metodyzmu). O ile część ruchów restoracjonistycznych powstałych w tym okresie zachowała swoją przynależność do protestantyzmu, o tyle inne ruchy zupełnie odcięły się od jego tradycji. Wielu restoracjonistów przyjęło doktryny unitariańskie, a także inne, niezgodne z głównym nurtem chrześcijaństwa (nieraz dość osobliwe).
Do XIX-wiecznych ruchów restoracjonistycznych zaliczyć należy m.in.:
- ruchy Stone’a i Campbella (wspólnie jako tzw. Restoration Movement), od których wywodzą się współczesne Kościoły Chrystusowe
- bracia plymuccy
- święci w dniach ostatnich (mormoni) – Kościół Jezusa Chrystusa Świętych w Dniach Ostatnich, Społeczność Chrystusa i różne inne odłamy
- adwentyści (ruch Millera), w tym adwentyści dnia siódmego
- chrystadelfianie
- ruch uświęceniowy – przedstawicielem jest Kościół Nazarejczyka
- ruch badacki, którego główna część w 1931 roku przyjęła nazwę Świadkowie Jehowy, oraz inne wyznania badackie powstałe po śmierci Charlesa T. Russella

Elementy restoracjonistyczne w swoim nauczaniu posiadają również Żydzi mesjanistyczni.

### Wiek XX
Do ruchów o charakterze restoracjonistycznym powstałych w XX wieku należy zaliczyć m.in.:
- międzywyznaniowy ruch charyzmatyczny i neocharyzmatyczny
- ruch kościołów lokalnych, w dużym stopniu o charakterze ewangelicznym i charyzmatycznym
- ruch mesjański

Ruchy te mieszczą się w ścisłej definicji protestantyzmu. Jednak ruch mesjański odrzuca wiarę w Trójcę Świętą.

## Poglądy

### Przegląd wyznań
Pod względem doktrynalnym, ruch restoracjonistyczny jest bardzo zróżnicowany. Bardzo często pojawiają się wśród nich doktryny, nieobecne u innych chrześcijan i z tego powodu kontrowersyjne. Ponadto zróżnicowany jest stosunek różnych restoracjonistów do doktryn, które naucza protestantyzm (szczególnie ewangeliczny). Pod tym kątem, wyznania restoracjonistyczne można podzielić na kilka grup:
- Wyznania wpisujące się w główny nurt protestantyzmu. Doktrynalnie wyznają one tradycyjne doktryny, jak Trójca Święta, wcielenie i dwie natury Jezusa Chrystusa (Boska i ludzka) w jednej Osobie, pięć zasad protestantyzmu czy zastępczy charakter ofiary Chrystusa. W ich wierzeniach pojawiają się również pewne szczególne, charakterystyczne doktryny, które jednak mieszczą się w zakresie protestantyzmu. Do wyznań tych należą m.in. Kościoły Chrystusowe, adwentyści dnia siódmego i bracia plymuccy.
- Wyznania odrzucające wszelką tradycję apostolską katolicką oraz protestancką, uważając tę drugą za kontynuację „odstępstwa”. Zasadniczo ich wiara budowana jest na podstawie interpretacji Biblii (choć często nie tylko), przy czym wyznania te jedynie sobie przypisują oczyszczenie chrześcijaństwa ze zbędnych elementów, przyjąwszy jednak wiele innych, kontrowersyjnych dla reszty chrześcijan wierzeń. Z powodu odrzucenia całej tradycji katolickiej i protestanckiej (m.in. wiary w Trójcę) często kwestionowana jest przynależność tych wyznań do chrześcijaństwa. Do wyznań tych należą przede wszystkim mormoni oraz Świadkowie Jehowy.

### Charakterystyczne doktryny
Do cech wyróżniających wiele wyznań restoracjonistycznych zaliczyć można:
- odmienne rozumienie natury Bóstwa (unitarianizm) – obecne m.in. u mormonów (często określane jako tryteizm), mesjan, Świadków Jehowy[1][2] i chrystadelfian, zaś dawniej także u adwentystów dnia siódmego
- różne eschatologie, obejmujące takie tematy jak: stan umarłych, charakter wstawiennictwa Jezusa Chrystusa, wydarzenia przy końcu świata czy sąd ostateczny (np. ważna dla adwentystów doktryna o świątyni niebiańskiej i sądzie przedadwentowym); często dochodziło również do wyznaczania dat różnych wydarzeń eschatologicznych (szczególnie u Badaczy Pisma Świętego)
- przyjmowanie pozabiblijnych źródeł wiary:
  - mormoni – miejsce obok Biblii zajmuje Księga Mormona, spisana przez Josepha Smitha
  - Świadkowie Jehowy do objaśniania Biblii używają publikacji wydawanych przez Towarzystwo Strażnica[3][4]
  - adwentyzm – wśród niektórych środowisk adwentystycznych dość kontrowersyjną pozycję zajmuje nauczanie prorokini Ellen White i jej pisma
  - większość wyznań wywodzących się z ruchu badackiego przyjmuje piramidologię i na jej podstawie wyznacza eschatologiczne daty (nie dotyczy to Świadków Jehowy[5])
- szczególny charakter społeczności wyznaniowych, objawiający się ograniczonym udziałem wyznawców w życiu społecznym i politycznym jak np. odmowa odbycia służby wojskowej (obdżektor), przynależności do partii politycznych, brania udziału w wyborach parlamentarnych, prezydenckich, samorządowych itp., a dotyczy to w szczególności Świadków Jehowy[6][7][8][9]  i braci plymuckich
- pewne kontrowersyjne zachowania obrzędowe oraz dotyczące ziemskiego życia wyznawców – np. mormoni praktykują małżeństwo na wieczność i chrzest za zmarłych (dawniej uznawali też poligamię), natomiast Świadkowie Jehowy uważają spożywanie krwi i transfuzję krwi za grzech[10][11]